# Bahnhof Ludwigsburg
Der Bahnhof Ludwigsburg ist ein Regionalbahnhof, Knotenpunkt der S-Bahn Stuttgart und damit wichtigster Bahnhof der baden-württembergischen Stadt Ludwigsburg. In ihm mündet die Bahnstrecke Backnang–Ludwigsburg in die Frankenbahn. Bis 2005 hatte die Bahnstrecke Ludwigsburg–Markgröningen hier ihren Ausgangspunkt. Darüber hinaus ist der Rangierbahnhof Kornwestheim direkt angebunden.
Mit rund 33.000 Reisenden pro Tag war er um 2005 der siebtgrößte Bahnhof in Baden-Württemberg. Im Jahr 2019 wurden 47.000 tägliche Fahrgäste gezählt.

## Geschichte

### Planung und Bau
Für die einstige Residenzstadt Ludwigsburg war von Anbeginn der Planungen der Württembergischen Centralbahn eine Station vorgesehen. Die Bauarbeiten begannen 1844 und veränderten einige Flurstücke auf Ludwigsburger Gemarkung. Ein Teil des Hügels am Lerchenholz musste abgetragen werden. Das Gelände an den früheren Schafhofseen schüttete man hingegen auf. Hier entstand der zweigleisige Bahnhof mit einem zweistöckigen Empfangsgebäude und einer Lokomotivremise.

### Anfangszeit

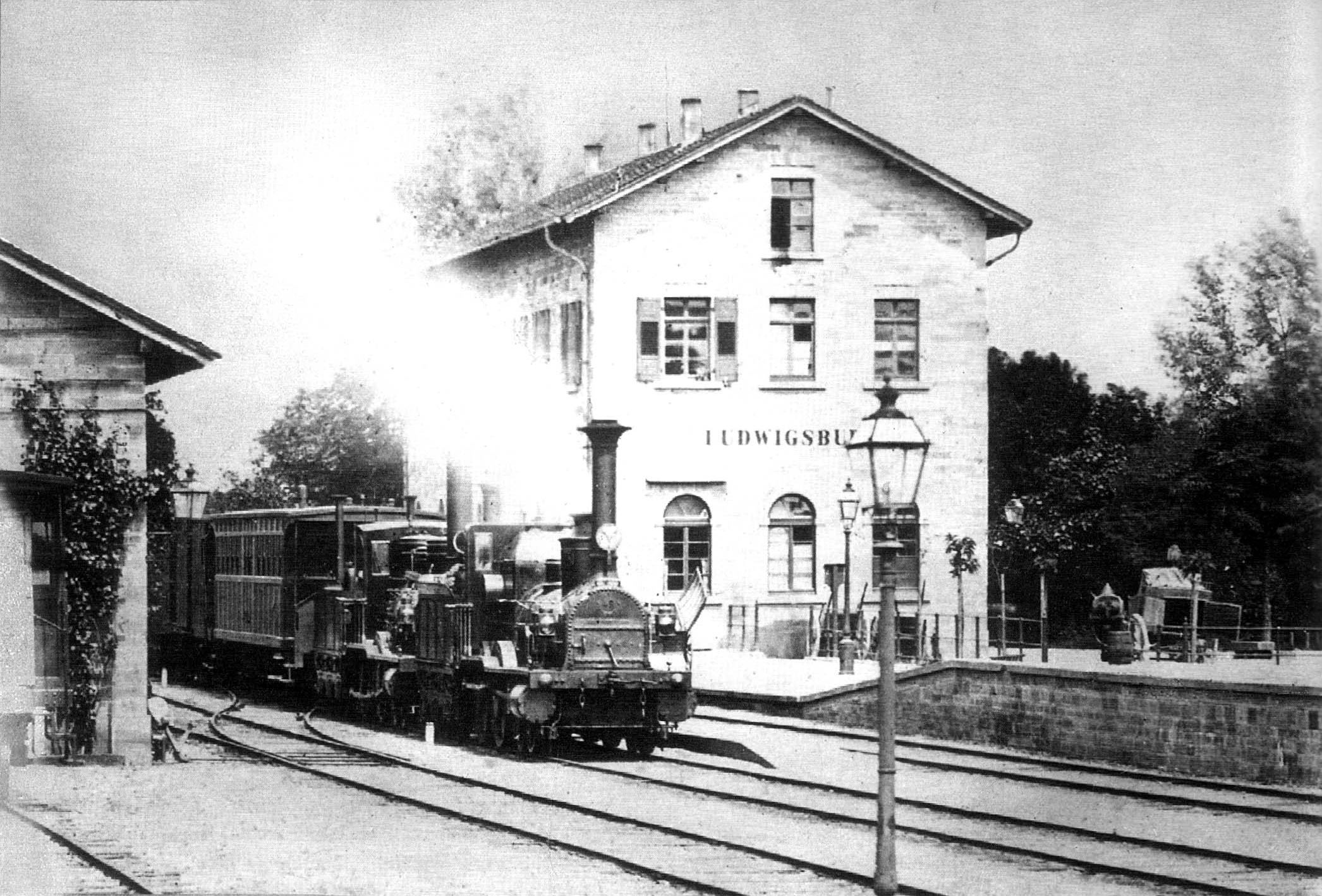
Bahnhof Ludwigsburg um 1860

Am 5. Oktober 1846 erreichte der erste Zug Ludwigsburg. Die zwischen Stuttgart und Ludwigsburg liegenden Haltepunkte bedienten die Königlich Württembergischen Staats-Eisenbahnen erst zehn Tage später. Der Festakt zur Einweihung des neuen Verkehrsweges fand in Stuttgart statt. Die Ludwigsburger Stadträte nahmen daran nicht teil. Noch war der Verlust des Hauptstadttitels nicht überwunden.
Zum Leidwesen der Bevölkerung lag der Bahnhof an einer sehr ungünstigen Stelle. Durch das sumpfige Gebiet am Feuersee führte ein schmaler Pfad, der bei Regen oder Schnee nur sehr mühsam passierbar war. Über eine Holztreppe gelangten die Reisenden auf die künstlich entstandene Anhöhe. Fuhrwerke konnten den Bahnhof lediglich über die Solitude- und Leonberger Straße anfahren. Eine direkte Straßenverbindung musste schnellstmöglich geschaffen werden. Doch um dies zu verwirklichen, fehlten der Stadtverwaltung die finanziellen Mittel.
Der Bau der heutigen Frankenbahn setzte sich fort. Ein Jahr später, am 11. Oktober 1847, war der nächste Teilabschnitt vollendet und die Züge fuhren weiter bis Bietigheim. 1852 nahm die Staatsbahn ein zweites Streckengleis von Stuttgart bis Bietigheim in Betrieb.

### Umgestaltung des Bahnhofsgebäudes und seiner Umgebung

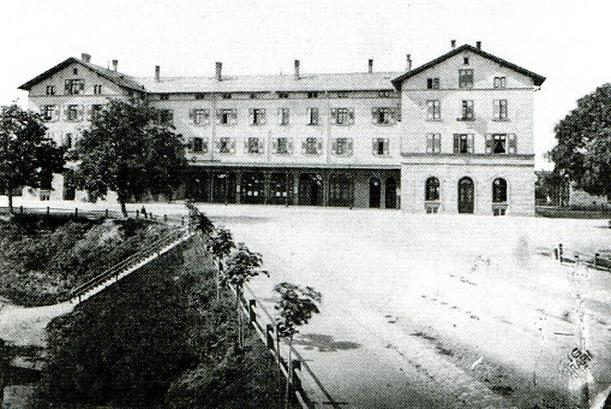
Das Bahnhofsgebäude um 1869. Links ist noch die Holztreppe zu erkennen.

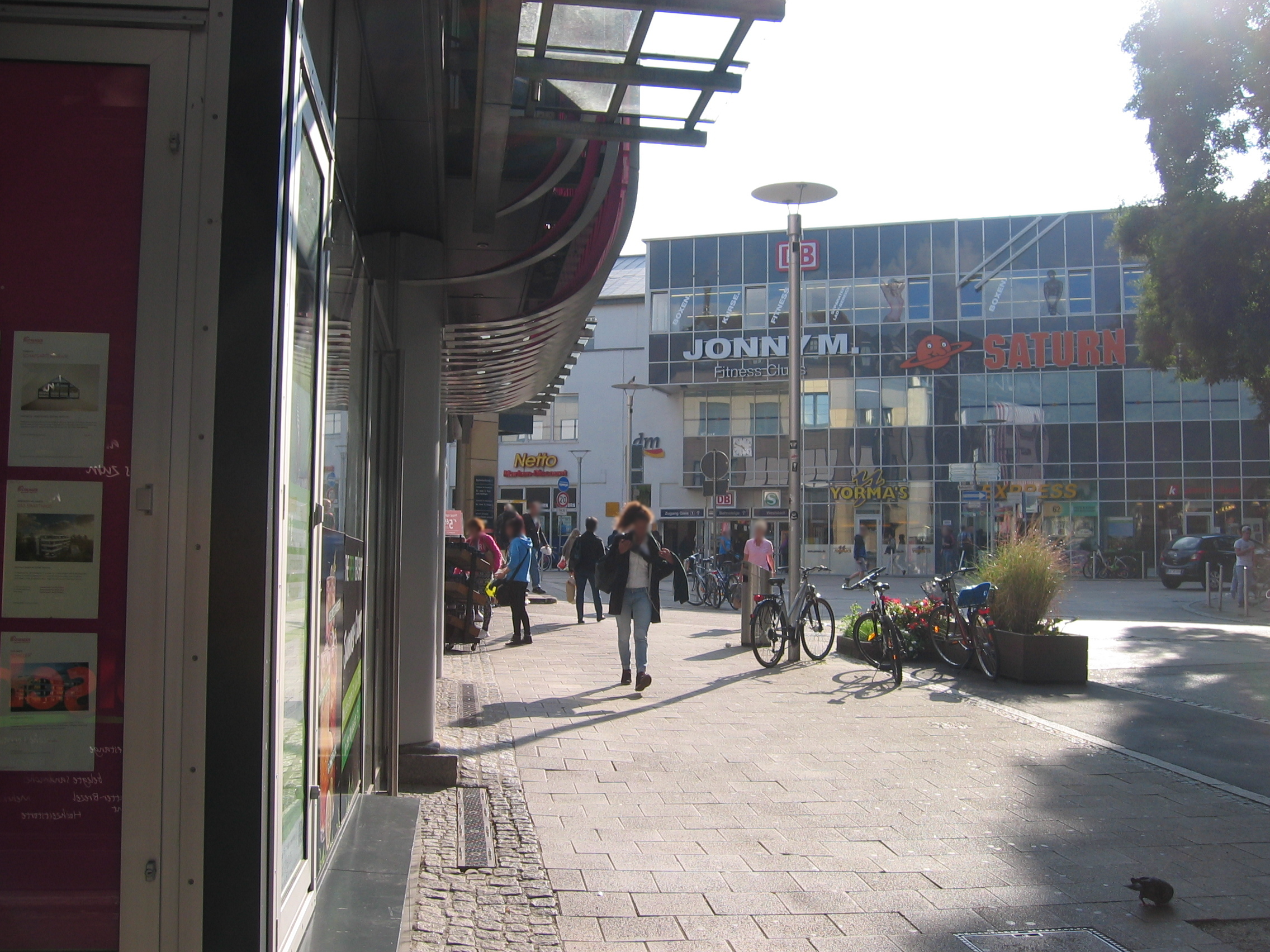
Bahnhof von Myliusstraße aus gesehen im Jahr 2015

Das Empfangsgebäude erhielt in den 1860er Jahren ein weiteres Stockwerk und zwei Flügelbauten. Südlich entstand ein Gebäude zur Postabfertigung, nördlich eines mit einem Wartesaal. Für Güter und Militär stand eine Verladerampe zur Verfügung. Inzwischen lagen im Bereich des Bahnhofs fünf Gleise. Ein sechstes kam für die 1868 aus Vaihingen angesiedelte Zichorienfabrik Heinrich Franck & Söhne als Anschlussgleis hinzu.
Nach rund zehnjähriger Bauzeit wurde Ende Oktober 1869 die Verbindungsstraße zwischen dem Wilhelmsplatz (heutiger Schillerplatz) und dem Bahnhofsvorplatz fertig gestellt. Die Eisenbahnstraße erhielt kurze Zeit später den Namen Myliusstraße. Der 1866 verstorbene General Ferdinand von Mylius gilt als Stifter der kostspieligen Straße. Entlang der Straße und auf dem Bahnhofsvorplatz entstanden repräsentative Gebäude.
Auf dem Vorplatz entstand als erstes das Bahnhotel in den 1870er Jahren (Ecke Mylius-/Bahnhofstraße; Abriss 1989). Am 25. August 1887 nahm die Königliche Post ihre Geschäfte im neuen Hauptpostamt auf, das noch das Telegraphenamt aus dem Bahnhofsgebäude übernahm. Die Einweihungsfeier der Musikhalle fand am 18. Dezember 1890 statt. Die Kosten für die Errichtung der Musikhalle beglich zum größten Teil der Geheime Kommerzienrat Hermann Franck, ein Sohn des Fabrikanten Johann Heinrich Franck.

### Ludwigsburg wird Eisenbahnknoten

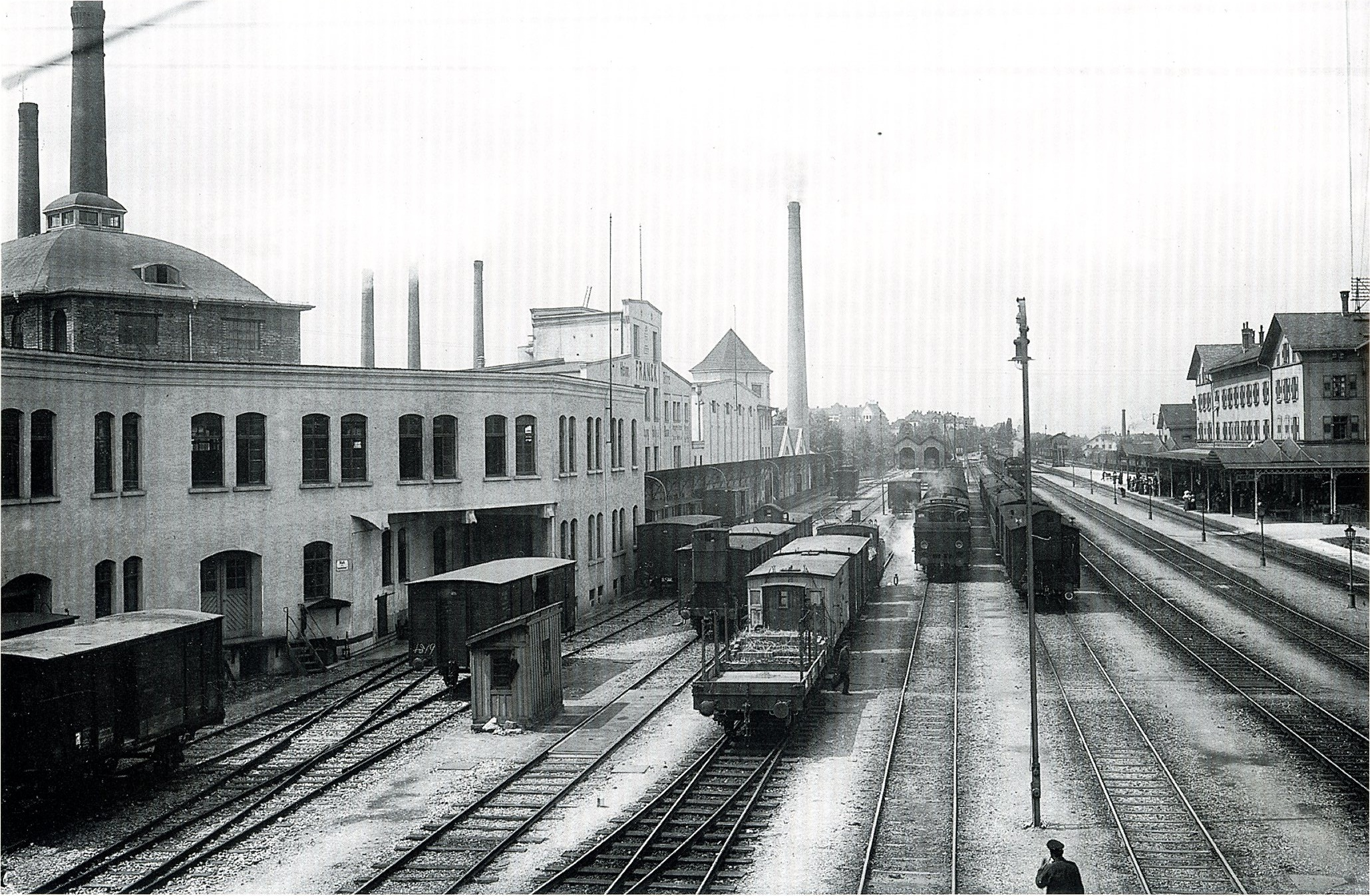
Bahnhof Ludwigsburg um 1910

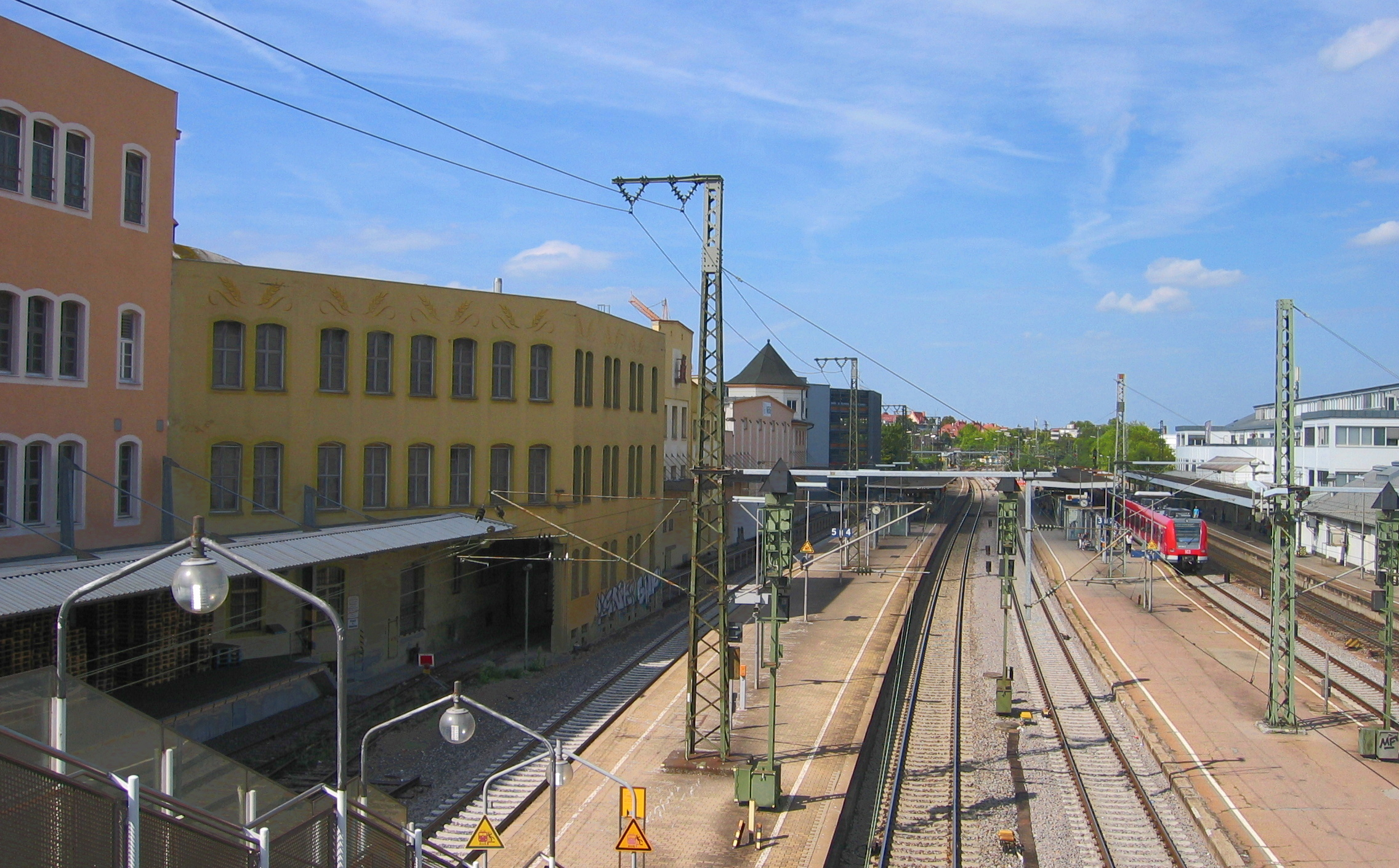
Bahnhof Ludwigsburg im Jahr 2015

Am 15. Oktober 1881 eröffnete die Staatsbahn die Eisenbahnstrecke zwischen Ludwigsburg und Beihingen und stellte so eine Verbindung zur Bahnstrecke Backnang–Bietigheim her. Hierfür erhielt der Bahnhof drei Kopfgleise an der Nordseite des Empfangsgebäudes. Seit 4. Dezember 1916 führte eine Stichbahn nach Markgröningen. Später kam außerdem noch die – nur dem Güterverkehr dienende – Industriebahn Ludwigsburg hinzu. Diese beginnt jedoch im ehemaligen Güterbahnhof, der wiederum ein Bahnhofsteil des Kornwestheimer Rangierbahnhofs ist.
Der ursprüngliche Plan zur Errichtung einer elektrischen Straßenbahn, die Ludwigsburg mit Stuttgart verbinden sollte, war für die Stadt finanziell nicht umsetzbar. Zudem befürchteten die Stadtväter eine Herabstufung Ludwigsburgs zu einem Stuttgarter Vorort. Als günstige Alternative bot sich ein Oberleitungsbus-Betrieb an. Vom Bahnhofsvorplatz fuhren am 21. Dezember 1910 erstmals die Ludwigsburger Oberleitungs-Bahnen nach Neckargröningen, diese Strecke wurde später bis Aldingen verlängert. Ab 19. Juni 1911 kam eine zweite Linie zum Heilbad in Hoheneck hinzu.
Um 1910 erweiterte die Staatsbahn das Empfangsgebäude. Die beiden Flügelbauten ragten einige Meter in die Bahnhofstraße. Der Platz zwischen ihnen war bereits überdacht und erhielt nun eine Glasfassade.

### Anschluss an den Stuttgarter Vorortverkehr
Die Inflation und der Ersatzteilmangel brachten das Aus für die Oberleitungs-Bahnen. Am 23. April 1923 erfolgte die letzte Fahrt nach Aldingen, die Strecke nach Hoheneck konnte sich noch bis 1926 halten.
Der schon lange andauernde viergleisige Ausbau zwischen Stuttgart und Ludwigsburg fand 1929 seine Vollendung. In jenem Jahr stellte die Deutsche Reichsbahn das letzte Teilstück zwischen dem Posten 12 (südlich von Kornwestheim Pbf) und Ludwigsburg fertig. Mit der Elektrifizierung zweier Gleise begann am 15. Mai 1933 der Stuttgarter Vorortverkehr.

### Bundesbahnzeit

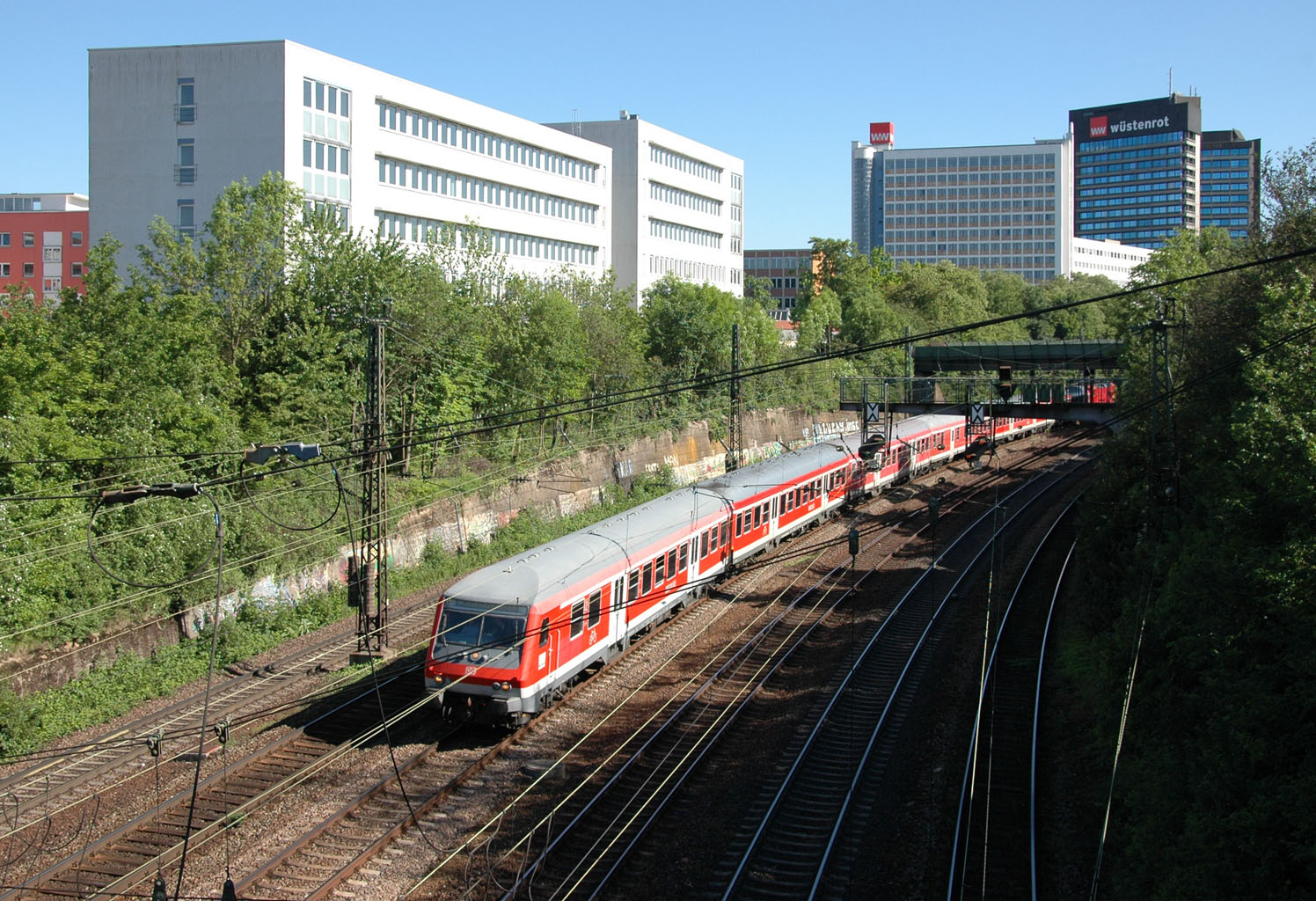
Südkopf des Bahnhofs Ludwigsburg mit dem Wüstenrot-Hochhaus im Hintergrund

Am 28. September 1975 stellte die Deutsche Bundesbahn den Personenverkehr auf der Bahnstrecke nach Markgröningen wegen zu geringer Fahrgastzahlen ein. Ab Mitte der 1970er Jahre wurde das Gleisfeld zur Vorbereitung auf den bevorstehenden S-Bahn-Betrieb im Bereich des Bahnhofs verändert. Die Nordbahn und die Bahnstrecke nach Backnang trennten sich nun höhenfrei. Die Kopfgleise nördlich des Empfangsgebäudes baute man ab.
Für die Erweiterung der S-Bahn wurde der Bahnhof zwischen 1976 und 1980 umfassend umgebaut.
Trotz einer umfassenden Renovierung und der Ausgestaltung des Wartesaals in den 1950er Jahren blieb das veraltete Empfangsgebäude weiterhin bei Teilen der Bevölkerung unbeliebt. Sein Abriss zu Gunsten eines neuen Gebäudes begann im Oktober 1987. Nach mehreren Verzögerungen bei der Planung fand im Juni 1991 der erste Spatenstich für ein neues Gebäude statt. In ihm verschmolzen entsprechend Konzepten der Deutschen Bundesbahn aus den 1970er und 1980er Jahren Bahnhofsgebäude und Einkaufszentrum zu einer Einheit. Es wurde am 19. November 1992 für die Öffentlichkeit freigegeben. Neben den Empfangsgebäuden in Waiblingen von 1980 und Stuttgart-Zuffenhausen von 1982 handelt es sich um einen der wenigen Bahnhofsneubauten als Ersatz für alte Bausubstanz nach dem Wiederaufbau in Württemberg.

### Ausblick
Der Bahnhof sollte bis 2030, in den Digitalen Knoten Stuttgart integriert werden. Dies wurde jedoch aus finanziellen Gründen zurückgestellt.

## Bahnbetrieb
Der Bahnhof ist der Preisklasse 3 zugeordnet und verfügt über fünf Bahnsteiggleise. An Gleis 1 halten Regionalzüge nach Osterburken, Würzburg, Pforzheim oder Bruchsal. Gleis 2 wird von den S-Bahnen nach Bietigheim und Backnang bedient. An Gleis 3 halten die S-Bahnen nach Stuttgart. An Gleis 4 verkehren die Regionalzüge nach Stuttgart und Tübingen. Gleis 5 dient als Ausweichgleis für Regionalzüge sowie für Güterzüge.
Nördlich von Gleis 5 befindet sich das bisher nicht gekennzeichnete Gleis 6. Es ist geplant, dort den Übergangsverkehr der neuen Stadtbahn nach Markgröningen halten zu lassen.
Das Gleis 6 ist quasi eine Einsackung in das Gleis 5, somit ist der Bahnsteig von Gleis 6 auch nur halb so breit.
Vom Schienenpersonenfernverkehr wird Ludwigsburg größtenteils nicht bedient; lediglich die Intercity-Linie 34 von Stuttgart über Frankfurt und Siegen nach Dortmund hält montags bis freitags am frühen Morgen.
Täglich nutzen rund 34.000 Fahrgäste die S-Bahn (Stand: 2015). Nach 2018 sollte die Bahnsteighöhe an den Gleisen 2 und 3 auf 960 Millimeter erhöht werden, um einen ebenen Einstieg in die dort haltenden S-Bahn-Züge zu gewährleisten.

### Regionalverkehr
| Strecke | Strecke | Betreiber          | Taktfrequenz                                    |
| ------- | --- | ------------------ | ----------------------------------------------- |
| RE 1    | Stuttgart Hbf – (Ludwigsburg – Bietigheim) – Vaihingen (Enz) – Pforzheim Hbf – Karlsruhe Hbf                                                                                     | Arverio BW         | Zwei Zugpaare in Tagesrandlage                  |
| RE 8    | Stuttgart Hbf – Ludwigsburg – Bietigheim – Heilbronn – Neckarsulm – Bad Friedrichshall – Osterburken – Lauda – Würzburg                                                          | Arverio BW         | Stundentakt                                     |
| MEX 12  | Tübingen Hbf – Reutlingen Hbf – Plochingen – Esslingen – Stuttgart Hbf – Ludwigsburg – Bietigheim – Heilbronn Hbf – (Mosbach-Neckarelz)                                          | DB Regio Stuttgart | Stundentakt                                     |
| MEX 17a | Stuttgart Hbf – Ludwigsburg – Bietigheim – Vaihingen (Enz) – Mühlacker – Pforzheim Hbf – (Karlsruhe Hbf)                                                                         | DB Regio Stuttgart | Stundentakt (Zusammen mit MEX17c bis Mühlacker) |
| MEX 17c | Stuttgart Hbf – Ludwigsburg – Bietigheim – Vaihingen (Enz) – Mühlacker – Bretten – Bruchsal                                                                                      | DB Regio Stuttgart | Stundentakt (Zusammen mit MEX17a bis Mühlacker) |
| MEX 18  | Tübingen Hbf – Reutlingen Hbf – Plochingen – Esslingen – Stuttgart Hbf – Ludwigsburg – Bietigheim – Heilbronn Hbf – Neckarsulm – Bad Friedrichshall Hbf – Möckmühl – Osterburken | DB Regio Stuttgart | Stundentakt                                     |

(Stand Dez. 2024)

### S-Bahn
| Linie | Strecke |
| ----- | --- |
| S 4   | Backnang – Marbach (Neckar) – Ludwigsburg – Kornwestheim – Zuffenhausen – Hauptbahnhof (tief) – Schwabstraße |
| S 5   | Bietigheim – Ludwigsburg – Kornwestheim – Zuffenhausen – Hauptbahnhof (tief) – Schwabstraße                  |